# Constant Puyo

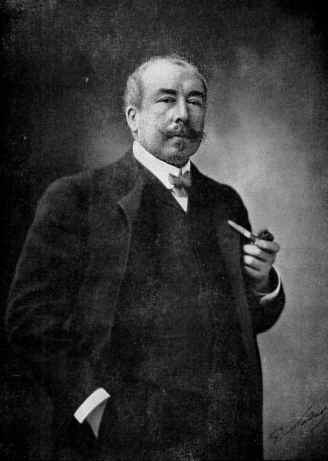
Constant Puyo, Foto von Nadar, um 1890

Charles Émile Joachim Constant Puyo genannt Commandant Puyo (* 12. November 1857 in Morlaix, Département Finistère, Frankreich; † 6. Oktober 1933 in Paris) war ein französischer Fotograf des Piktorialismus.

## Leben und Wirken

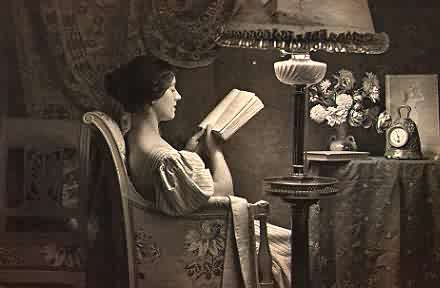
Constant Puyo: La veillée 1895

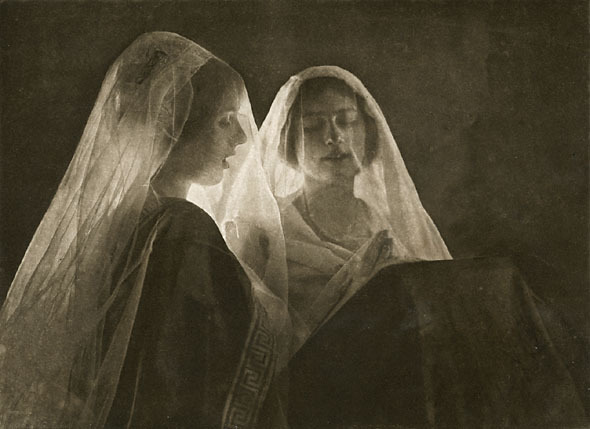
Verschleierte Frauen, um 1900

Nach einem Studium an der École polytechnique trat Puyo in die Armee ein. Um 1889 begann er als Amateurfotograf. 1894 schloss er sich dem Photo-Club de Paris an und nahm an dessen jährlichen Ausstellungen teil.
In seiner Schrift Notes sur la photographie artistique von 1896 setzte er sich mit fotografischen Techniken und Theorien auseinander. 1902 verließ er die Armee, um sich ganz der Fotografie zu widmen und wurde Mitglied der Photo-Secession. Einige seiner Arbeiten wurden in Alfred Stieglitz’ Zeitschrift Camera Work vorgestellt. Gemeinsam mit seinen Landsleuten Robert Demachy und René Le Bègue hatte er 1906 eine Ausstellung in Stieglitz’ Galerie 291 in New York.
Puyo arbeitete mit Bildmanipulationen, so verwendete er bevorzugt Weichzeichner in seinen Fotografien, um einen „impressionistischen Effekt“ zu erzielen. Seine Landschaftsfotografien sind häufig in einem diffusen Licht gehalten, die dem Szenario einen traumhaften Aspekt verleihen. Auch Lichtreflexe und Spiegelungen des Wassers gehörten zu seinen Sujets. Gemeinsam mit seinem Zeitgenossen Demachy verwendete und verfeinerte er das Gummibichromatverfahren.
Mit Auflösung des Photo-Clubs trat Puyo zu Kriegsbeginn 1914 wieder in die Armee ein. Er bekleidete den Rang eines Capitaine („Commandant Puyo“). Die Fotografie gab er jedoch nicht auf, bis zu seinem Lebensende machte er Ausstellungen, gab Fotoseminare und verfasste Schriften zur Fototheorie. 1931 hatte er gemeinsam mit seinem Freund Demachy eine Retrospektive in Paris.
Contant Puyo war außerdem Mitglied der Brotherhood of the Linked Ring und der Société française de photographie (SFP). Eine Sammlung seiner Fotografien befindet sich heute im Musée Nicéphore Niépce in Chalon-sur-Saône.

## Bibliographie

### Schriften von Constant Puyo (Auswahl)
- 1904: Le Procédé à la gomme bichromatée, traité pratique et élémentaire à l'usage des commençants.  Photo-Club de Paris
- 1904: Pour les débutants; mit Étienne Wallon, Photo-Club de Paris
- 1907: Le Procédé Rawlins à l'huile. Photo-Club de Paris
- 1911: Le Procédé à l'huile. Nouvelle édition, refondue et augmentée. C. Mendel